# Lillipathes
Lillipathes is een geslacht van neteldieren uit de klasse van de Anthozoa (bloemdieren).

## Soorten
- Lillipathes lillei (Totton, 1923)
- Lillipathes quadribrachiata (van Pesch, 1914)
- Lillipathes ritamariae Opresko & Breedy, 2010
- Lillipathes wingi Opresko, 2005